# Liceu de nois d'Esch-sur-Alzette
El Liceu de nois d'Esch-sur-Alzette (LGE) és una escola de secundària d'Esch-sur-Alzette, al sud-oest de Luxemburg. Malgrat el seu nom, no és una escola de nois des de 1969. La seva seu d'estil neoclàssic i es va construir el 1909. L'edifici es va ampliar per primera vegada el 1957, i l'escola es va expandir ràpidament en els anys 1960 i 1970.